# École militaire

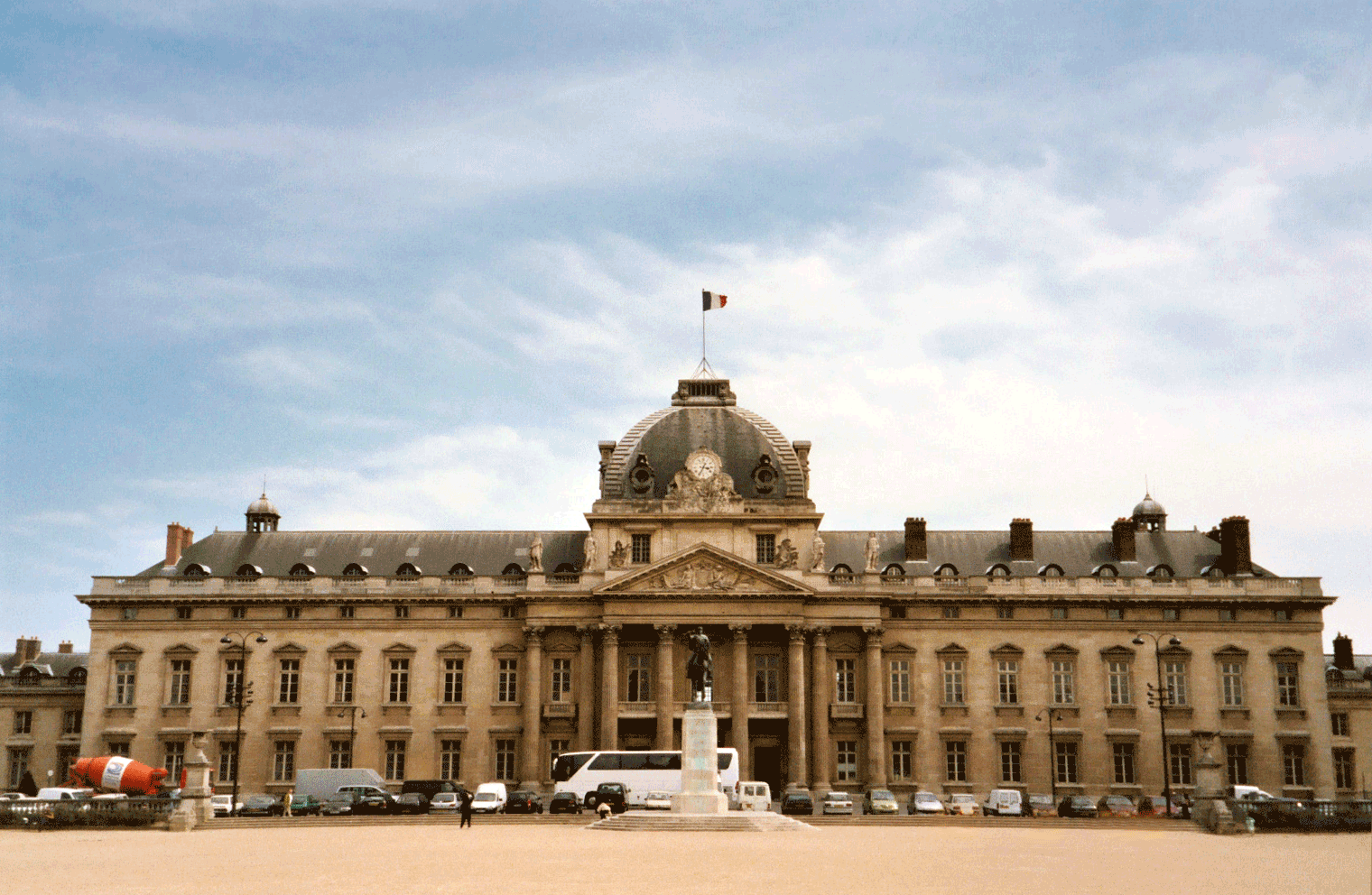
Het gebouw van de École militaire

De École militaire (Militaire academie) is een gebouw in Parijs dat ontworpen is door de architect Ange-Jacques Gabriel.

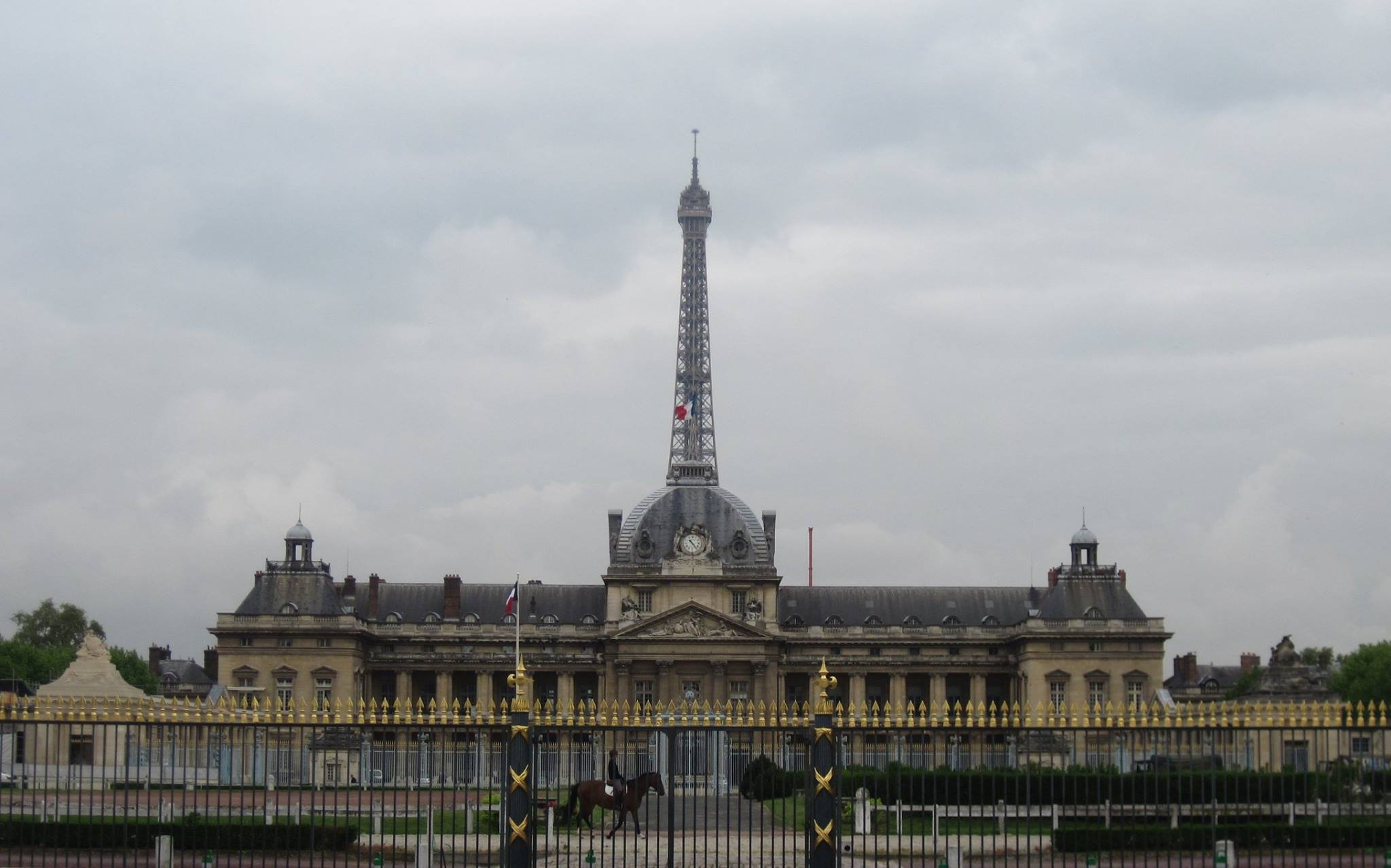
De achterkant van de École militaire

De school werd gebouwd tussen 1751 en 1773, op initiatief van Madame de Pompadour, maîtresse van Lodewijk XV en was bedoeld om jonge, arme edelen in staat te stellen een officiersopleiding te volgen.
De École militaire bevindt zich aan het zuidoostelijke uiteinde van de Jardin du Champ de Mars, een langgerekt park. Aan de noordwestelijke kant van dit park staat de Eiffeltoren. De gevel die naar de Champ-de-Mars is gekeerd, heeft acht kolossale Korinthische zuilen en wordt gedomineerd door een vierhoekige paviljoenkoepel, met trofeeën en allegorieën als versiering. De pronkgevel is echter naar het binnenhof gericht. Het is een typisch neoclassicistisch gebouw. Gabriel moest zijn ontwerp meerdere malen aanpassen, aangezien het anders het gebouw Hôtel des Invalides zou overtreffen.
In de negentiende eeuw werd het gebouw met zijvleugels uitgebreid tot een groot complex. Nadat de gebouwen een belangrijk ruitercentrum waren geweest, werd hier in 1878 de Hogere Krijgsschool ondergebracht en vandaag de dag biedt het nog altijd onderdak aan instituten voor hoger militair onderwijs.

## Trivia
- Een van de bekendste studenten was Napoleon Bonaparte.

- Gemeinsame Normdatei: 4690365-3
- Library of Congress Control Number: nr97015962
- Virtual International Authority File: 131269616